# Districten van Roemenië

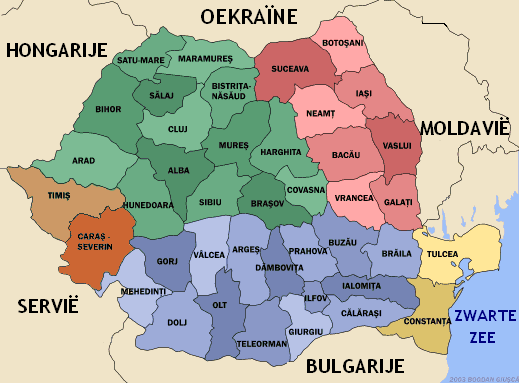
De districten en regio's van Roemenië. Regio's: Dobroedzja - geel, Walachije - blauw, Moldavië - rood, Transsylvanië - groen (en Banaat - bruin, maar Banaat kan ook tot Transsylvanië gerekend worden)

Roemenië is onderverdeeld in 41 districten (județe, enkelvoud județ), plus Groot-Boekarest. De districten zijn de volgende:
- Alba
- Arad
- Argeș
- Bacău
- Bihor
- Bistrița-Năsăud
- Botoșani
- Brăila
- Brașov
- Boekarest
- Buzău
- Caraș-Severin
- Călărași
- Cluj
- Constanța
- Covasna
- Dâmbovița
- Dolj
- Galați
- Giurgiu
- Gorj
- Harghita
- Hunedoara
- Ialomița
- Iași
- Ilfov
- Maramureș
- Mehedinți
- Mureș
- Neamț
- Olt
- Prahova
- Sălaj
- Satu Mare
- Sibiu
- Suceava
- Teleorman
- Timiș
- Tulcea
- Vâlcea
- Vaslui
- Vrancea

## Bevolkingsdichtheid
Het district met de hoogste bevolkingsdichtheid is Prahova (183 inw/km² in 2001) en het district met de laagste bevolkingsdichtheid is Tulcea, met 31 inw/km² (2001).

## Geschiedenis
De eerste vermelding dat Roemenië in districten verdeeld was dateert uit de 15e eeuw. In de 19e eeuw namen de Roemenen het Franse departement systeem.
De communistische partij verdeelde Roemenië in rayons, zoals de Russen deden, maar dat werd snel teruggezet in 1968. In 1981 werden Ilfov en Ialomița opgesplitst in de tegenwoordige Giurgiu, Ialomița, Ilfov en Călărași. Tot 1995 had Boekarest het voor het zeggen in Ilfov.

## Districten van Koninkrijk Roemenië
Het nieuwe Koninkrijk Roemenië of Groot-Roemenië was onderverdeeld in 71 districten:

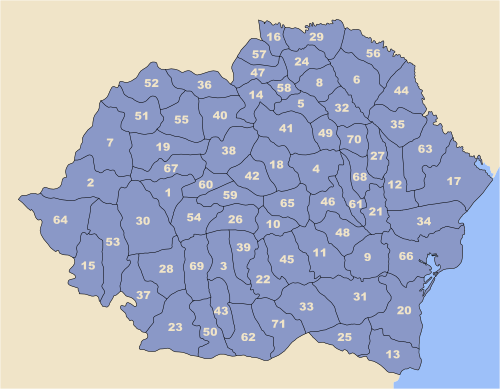
Districten van Groot-Roemenië

1. Alba
2. Arad
3. Argeș
4. Bacău
5. Baia
6. Bălți
7. Bihor
8. Botoșani
9. Brăila
10. Brașov
11. Buzău
12. Cahul
13. Caliacra
14. Câmpulung
15. Caraș
16. Cernăuți
17. Cetatea-Albă
18. Ciuc
19. Cluj
20. Constanța
21. Covurlui
22. Dâmbovița
23. Dolj
24. Dorohoi
25. Durostor
26. Făgăraș
27. Fălciu
28. Gorj
29. Hotin
30. Hunedoara
31. Ialomița
32. Iași
33. Ilfov
34. Ismail
35. Lăpușna
36. Maramureș
37. Mehedinți
38. Mureș
39. Muscel
40. Năsăud
41. Neamț
42. Odorhei
43. Olt
44. Orhei
45. Prahova
46. Putna
47. Rădăuți
48. Râmnicu-Sărat
49. Roman
50. Romanați
51. Sălaj
52. Satu-Mare
53. Severin
54. Sibiu
55. Someș
56. Soroca
57. Storojineț
58. Suceava
59. Târnava-Mare
60. Târnava-Mică
61. Tecuci
62. Teleorman
63. Tighina
64. Timiș-Torontal
65. Trei-Scaune
66. Tulcea
67. Turda
68. Tutova
69. Vâlcea
70. Vaslui
71. Vlașca

### Samengevoegd of hernoemd

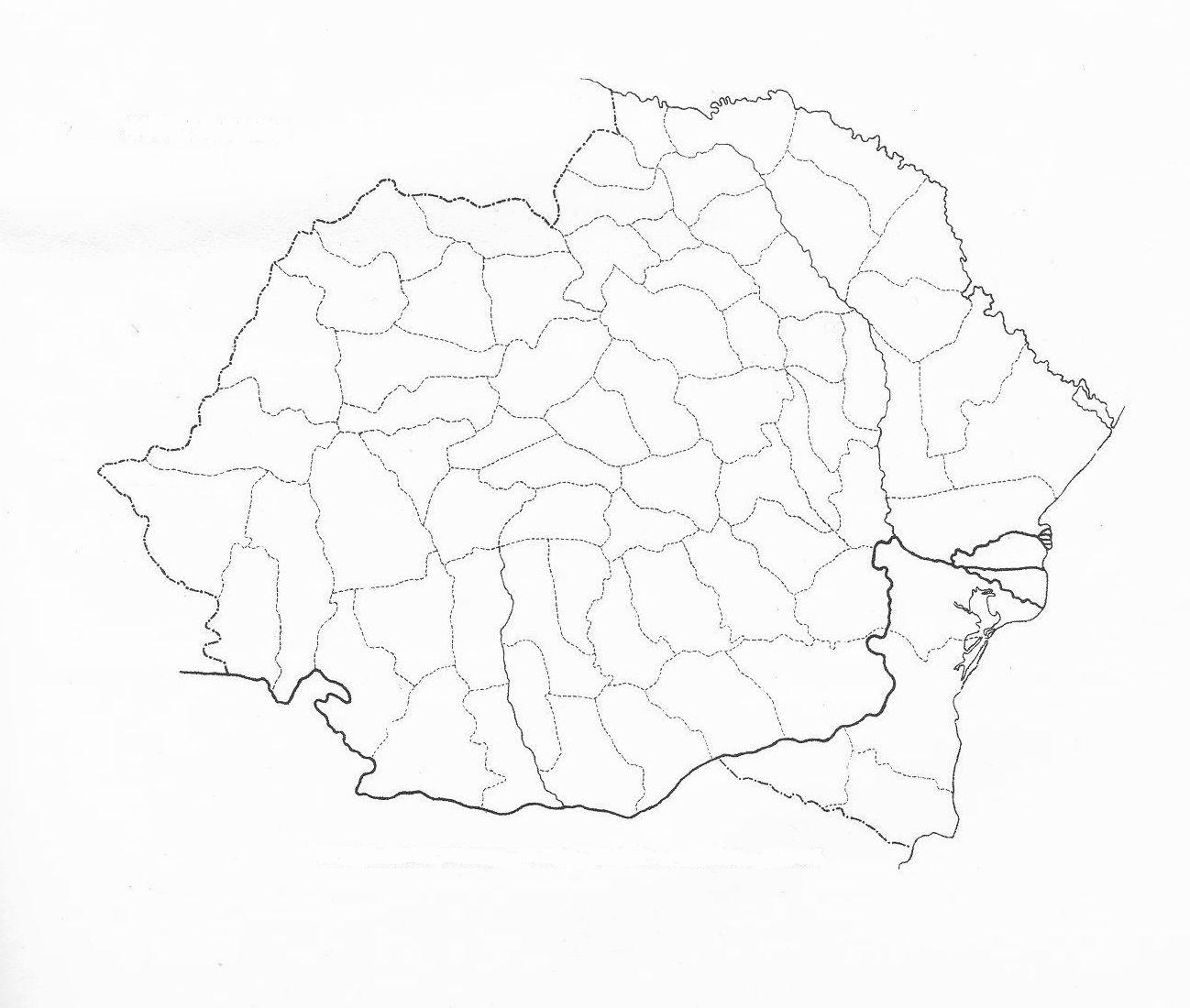
Roemenië tussen 1920 en 1938

Tussen 1927 - 1938 waren er 78 districten. Hier de historische districten:
- Baia werd gevoegd aan Neamț
- Câmpulung werd gevoegd aan Suceava
- Caraș werd samengevoegd met Severin tot Caraș-Severin
- Covurlui hernoemd: Galați
- Ciuc-Trei Scaune hernoemd: Covasna
- Dorohoi gevoegd aan Botoșani
- Făgăraș gevoegd aan Brașov
- Fălciu gevoegd aan Vaslui
- Ialomița opgesplitst in Ialomița en Călărași
- Muscel gevoegd aan Argeș
- Odorhei hernoemd: Harghita
- Putna hernoemd: Vrancea
- Rădăuți gevoegd aan Suceava
- Râmnicu Sărat opgesplitst in Vrancea, Buzău en Brăila
- Roman gevoegd aan Neamț
- Romanați gevoegd aan Olt
- Severin samengevoegd met Caraș tot Caraș-Severin
- Someș opgesplitst in Maramureș, Cluj, Sălaj en Bistrița-Năsăud
- Târnava Mică opgesplitst in Brașov, Sibiu en Mureș
- Târnava Mare opgesplitst in Brașov, Sibiu en Mureș
- Tecuci opgesplitst in Galați en Bacău
- Timiș-Torontal hernoemd: Timiș
- Turda gevoegd aan Alba
- Tutova gevoegd aan Vaslui

### Verloren tijdens de Tweede Wereldoorlog

#### Aan Bulgarije
- Caliacra (nu Dobrič)
- Durostor (nu Silistra)

#### Aan Oekraïne
- Cernăuți
- Cetatea Albă
- Hotin (gedeelte)
- Ismail
- Strojineț

#### Aan Moldavië
- Bălți
- Cahul
- Orhei
- Hotin (gedeelte)
- Lăpușna
- Soroca
- Tighina

### Bezet gebied Transnistrië tijdens de Tweede Wereldoorlog

Districten in Transnistrië tijdens de Tweede Wereldoorlog.

Nu is dit gebied (Transnistrië) verdeeld onder Moldavië (Transnistrië) en Oekraïne.
- Ananiev
- Balta
- Berezovca
- Dubăsari
- Golta
- Jugastru
- Movilău
- Oceacov
- Odessa
- Ovidiopol
- Râbnița
- Tiraspol
- Tulcin